# 念首座流
念首座流（ねんしゅざりゅう）とは、赤松三首座の系統の念流。首座流とも呼ばれる。
馬庭念流宗家の樋口家に伝わる古文書によると、赤松三首座は、念流開祖・念阿弥慈恩の弟で、慈恩の死まで共に生活し、明徳5年（1394年）に念流を相伝された、と記されている。
江戸時代には、陸奥仙台藩、伊勢桑名藩、丹波柏原藩などで伝えられた。
また、この系統は、友松偽庵より樋口定次に伝えられ、馬庭念流の基となった。